# Barátzóna
A Barátzóna (eredeti cím: Friendzone) 2021-ben bemutatott francia romantikus filmvígjáték, melyet Stanislas Carré de Malberg és Charles Van Tieghem forgatókönyvéből Charles Van Tieghem rendezett. A főszerepben Mickaël Lumière, Manon Azem, Fadily Camara, Eva Danino és Constance Arnoult látható.
A Netflix 2021. szeptember 29-én mutatta be a filmet.

## Cselekmény
A főszereplő Thibault (Mickael Lumière) ápolóként dolgozik a kórház gyermekosztályán. A három legjobb barátnője (Fadily Camara, Manon Azem és Constance Arnoult) támogatja őt, akik korábban „összebarátkoztak” vele, mostanra pedig imádják őt azért a szerető, megbízható férfiért, akivé vált. A társaság a helyi tengerparton tartózkodik, ahol az egyikük lánybúcsúját tartják, és Thibault – akit barátai csak „Titi”-ként szólítanak – az egyetlen hetero férfi a partin. Miután egy este meztelenül megmártózik az óceánban, a babaruhákat tervező Rose (Eva Danino) Titi segítségére siet, miután megcsípi őt egy medúza. A férfi szinte azonnal beleszeret a lányba, és ők ketten közel kerülnek egymáshoz, de nem telik el sok idő, mire a lány világossá teszi, hogy bármi romantikus dolog is van köztük, kizárólag csak barátok lehetnek.
Thibault feldúltan kéri ki barátai tanácsát, akik összefognak, hogy átalakítsák: tornázik, megtanul táncolni, szexuális tanácsadást kap, illetve a ruhatárát és a haját is átalakítják. Hamarosan randizni kezd egy izgága Influenszerrel (főleg azért, hogy Rose-t féltékennyé tegye), és egy pillanatra úgy tűnik, hogy a terve beválik. Ez a sok csalás azonban nem mehet mindenáron, az újdonsült Thibault több hibát is elkövet a barátainál (és Rose-nál).

## Szereplők
| Szerep         | Színész           | Magyar hang        |
| -------------- | ----------------- | ------------------ |
| Thibault       | Mickaël Lumière   | Czető Roland       |
| Maud           | Manon Azem        | Nemes Takách Kata  |
| Lulu           | Fadily Camara     | Bogdányi Titanilla |
| Rose           | Eva Danino        | Törőcsik Franciska |
| Alexandra      | Constance Arnoult | N/A                |
| La Patiente    | Nada Belka        | N/A                |
| Titi (hangja)  | Jordan Tortorello | N/A                |
| Priest         | Paul Galliano     | Szabó Máté         |
| Jennifer Paoli | Eloïse Valli      | Solecki Janka      |

## Fordítás
- Ez a szócikk részben vagy egészben  a   Friendzone (film) című angol Wikipédia-szócikk fordításán alapul.  Az eredeti cikk szerkesztőit annak laptörténete sorolja fel. Ez a jelzés csupán a megfogalmazás eredetét és a szerzői jogokat jelzi, nem szolgál a cikkben szereplő információk forrásmegjelöléseként.